# Picos de Europa
Picos de Europa este un munte de pe coasta de nord a Spaniei, situat în comunitățile autonome ale Asturiei, Cantabria și Castilia și León, care face parte din Munții Cantabria. Originea cea mai larg acceptată a numelui este că acest munte a fost prima vedere a Europei pentru navele care sosesc din America.  Primul care amintește de nume e Lucio Marineo Siculo, când a scris Rupes Europae la 1530. Ambrosio Morales, cronicar al lui Felipe al II-lea al Spaniei, vorbește de Montañas de Europa, la 1572. Prudencio de Sandoval numește piscurile Peñas o Sierras de Europa, la 1601. 

## Geografia
Constă din trei masive majore: Central (de asemenea, cunoscut sub numele de Urriel), de Est (Ándara) și Vest (de asemenea, cunoscut sub numele de Picos de Cornión). Masivele Centrale și de Vest sunt separate de 1,5 km de o vale adâncă. Aproape toate rocile din Picos sunt calcaroase, și acțiunea glaciară a contribuit pentru a crea o suprafață impresionantă de carst alpin. Cel mai înalt vârf este Torre de Cerredo, cu o altitudine de 2.650 de metri, la 43 ° 11'51 "N 4 ° 51'06" W. Multe alte varfuri ajung la altitudini de peste 2.600 m.
1. ↑  Poyato, Cristobal (2013). „Picos de Europa”. CPoyato.com (în spaniolă). Arhivat din original la 3 decembrie 2013. Accesat în 8 iulie 2014.
2. ↑  Xosé Lluis del Río (2008). «Aproximación a la toponimia de los Picos d'Europa» Arhivat în 14 august 2018, la Wayback Machine..